# Das Ultimatum für Bohrturm L 9
Das Ultimatum für Bohrturm L 9 ist ein US-amerikanisches Filmdrama von Regisseur Alfred E. Green aus dem Jahr 1940, das auf einer Erzählung von Rex Beach basiert.

## Handlung
John Alexander flüchtet vor der Polizei, nachdem er in Notwehr einen Mann getötet hat. Alexander, der auf Ölfeldern gearbeitet hat, gibt sich als Johnny Blake aus und fragt den Vorarbeiter Hap O’Connor nach Arbeit. Hap erkennt in Johnny den Flüchtling Alexander, da die Polizei ihm einen Steckbrief des Gesuchten gezeigt hat. Als Johnny Hap das Leben rettet, weil er von dem betrunkenen Collins angegriffen wurde, stellt er ihn dann doch ein. Doch als eine Polizeistreife erscheint, flüchtet Johnny.
Hap und seine Leute reisen zu einem neuen Ölfeld, das von Ellery Chalmers und dessen Tochter Linda betrieben wird. Chalmers Konkurrent Hammond musste das Ölfeld an seine Bank abtreten. Auch Chalmers hat Geldsorgen, doch Hap lässt sich seine Lebensversicherung auszahlen und steigt als Partner ein. Bei einer Kneipenschlägerei mit Hammonds Männern trifft Hap auf Johnny, der für Hammond arbeitet. Johnny wechselt sofort die Seite und Hammonds Männer werden in die Flucht geschlagen. Als Hap sich bei einem Unfall ein Bein bricht, verschlechtert sich die Situation. Linda überredet Johnny zu bleiben und Haps Stelle einzunehmen.
Die gemeinsame Arbeit auf den Ölfeldern bringt es mit sich, dass sich Linda und Johnny ineinander verlieben. Johnny erzählt Linda von seiner Situation und dass er plant, nach Venezuela zu gehen. Hap wird aus dem Krankenhaus entlassen und kehrt zum Ölfeld, auf dem man mittlerweile auf Öl gestoßen ist, zurück. Als er von Johnnys und Lindas Hochzeitsplänen erfährt, will er Johnny dazu bringen, seinen Namen reinzuwaschen. Auf dem Weg zum Sheriff werden sie Zeuge, wie ein Blitz in das Bohrloch schlägt, welches in Flammen aufgeht. Während des sich ausbreitenden Chaos hat Johnny die Möglichkeit zur Flucht. Doch er riskiert stattdessen sein Leben und bringt einen Feuerwehrwagen zum Bohrloch und kann das Feuer löschen. Johnny wird verhaftet und nach Osten gebracht. Linda bleibt voller Hoffnung, dass sich alles zum Guten wendet, zurück.

## Kritik
Das Lexikon des internationalen Films beschreibt den Film als „interessant und atmosphärisch packend nur in seiner dokumentarischen Erfassung der Ölfelder, im übrigen ein mittelmäßiges Melodram.“
Bosley Crowther, New York Times, bezeichnet den Film als wackelig. Er beginne gut genug mit einer Authentizität in der Porträtierung der Arbeit auf den Ölfeldern. Doch sobald John Garfield auftrete, rumpele der Film durch eine Abfolge von Gegensätzen.

## Hintergrund
Die Uraufführung fand am 24. August 1940 statt. In Deutschland erschien der Film erstmals am 15. August 1964 im Rahmen einer TV-Premiere des Senders ARD.
Regieassistent war Jesse Hibbs, musikalischer Direktor Leo F. Forbstein. Für die Spezial-Effekte war u. a. Byron Haskin verantwortlich.
Der Film ist ein Remake des 1924 gedrehten Filmes gleichen Namens. Regie führte dort Joseph De Grasse.
Die Produzenten erlaubten sich einen kleinen Scherz. Der Verdächtige John Alexander wird von einem Sheriff, der von dem Schauspieler John Alexander gespielt wird, gesucht.